# راسکازیخا
راسکازیخا (به لاتین: Rasskazikha) یک منطقهٔ مسکونی در روسیه است که در سرزمین آلتای واقع شده‌است.